# Stomaž
Stomaž falu Szlovéniában, a Goriška statisztikai régióban, a Vipava-völgy északi szélén a hegyekben. Közigazgatásilag Ajdovščinához tartozik. A településhez az alábbi településrészek tartoznak: Brith, Dolenja Vas (szlovénül: Dolenja vas), Hrib, Ljubljanica, Griže, Črnigoji, Bratini és Batagelji.
A falu temploma a Koperi egyházmegyéhez tartozik és Szent Tamás tiszteletére emelték.

## Nevének eredete
A falut az első írásos emlékek 1523-ban Sannd Thomas néven említik. Mai neve ennek rövidítése, ezért lett Stomaž, azaz szlovén nyelven: šent Tomaž (Szent Tamás). A település neve 1987-ben változott Štomažról Stomažra.
A Stomaž 1–4-tömegsír (szlovénül: Grobišče Stomaž 1–4) tizenhárom, vagy tizennégy szlovén civil áldozat földi maradványait rejtette, akik 1943-ban vesztették életüket. A tömegsír a falutól keletre található. Az első tömegsírt a Vrnivec-patak menti növényzet rejti, mintegy 90 méternyire északra a falu házaitól. A helyiek beszámolóin kívül nem lelhető fel más forrás a tömegsírról, melyet úgy fedeztek fel, hogy a patak egyszer megáradt és egy koponyát mosott ki a földből. A második tömegsír ugyanebben az irányban, mintegy 100 méternyire északra fekszik a falutól és 11 áldozat földi maradványait rejti, akikről annyit tudni, hogy exhumálták őket és valahol másutt újratemették a maradványaikat. A harmadik sír egy lány földi maradványait tartalmazza, aki Zalošče településről származott. A negyedik sír, melyet kereszt jelöl, az ajdovščinai tanító és feleségének földi maradványait rejti.

## Fordítás
- Ez a szócikk részben vagy egészben  a   Stomaž, Ajdovščina című angol Wikipédia-szócikk ezen változatának fordításán alapul.  Az eredeti cikk szerkesztőit annak laptörténete sorolja fel. Ez a jelzés csupán a megfogalmazás eredetét és a szerzői jogokat jelzi, nem szolgál a cikkben szereplő információk forrásmegjelöléseként.